# Cadetes de San Martín
Club  Atlético Cadetes de San Martín – argentyński klub piłkarski z siedzibą w mieście Mar del Plata leżącym w prowincji Buenos Aires.

## Osiągnięcia
- Awans do czwartej ligi Torneo Argentino B: 2005/06

## Historia
Klub założony został 9 kwietnia 1939 roku. W sezonie 2005/06 awansował z Torneo Argentino C i gra obecnie w czwartej lidze argentyńskiej Torneo Argentino B jako beniaminek.